# Ponte romano di Ain Diwar
Il ponte romano di Ain Diwar (in arabo ﻋﻴﻦ ﺩﻳﻮﺍﺭ‎?, ʿAyn Dīwār) è un arco romano inagibile a 3,5 km a nord-est della città di ʿAyn Dīwār), in Siria. Il ponte si trova a ridosso del confine turco e vicino a quello iracheno, a 500 m dall'odierno corso del fiume Tigri, il fiume che il ponte attraversava in passato.
Questo ponte fu costruito nel II secolo d.C. dai romani per dare loro accesso al lato orientale dell'Anatolia. I romani fondarono anche l'insediamento Bezabde (l'odierna Cizre (in età islamica chiamato Ǧazīrat ibn ʿUmar), oltre il confine con la Turchia). Fu rifondato dai Selgiuchidi e dagli Arabi verso la fine del secolo XII o XIII. Il ponte di Ain Diwar viene definito spesso come un ottimo esempio di architettura islamica e ingegneria civile, ma le incisioni sul ponte non sono mai state studiate nel dettaglio. Le incisioni sulla pietra invece descrivono figure astrologiche, segni dello zodiaco e della cavalleria attribuiti da uno studioso di argomenti militari all'architettura romana.
La struttura non è citata né da O'Connor (1993) né da Galliazzo (1994) nei loro inventari completi di ponti romani.